# Nomacsi Kazujosi
Nomacsi Kazujosi (kandzsi: 野町和嘉, kana: のまち かずよし, Hepburn: Nomachi Kazuyoshi) (Mihara, Kócsi prefektúra, 1946. október 15. –) japán fotográfus.
Képeivel nagy hírnévre tett szert; többek között a National Geographic fotóriportereként is dolgozott.
Egyéb díjai mellett munkásságáért 2009-ben a japán kormány egyik legrangosabb rendjével tüntették ki, a Japán Becsület Érdemérem Lila szalagjával, valamint 2014-ben a Japán Fotóművészeti Szövetség nemzetközi díját is elnyerte.

## Fiatalkora
1946-ban született Kócsi prefektúrában. Már tinédzser évei alatt elkezdett a fotózás iránt érdeklődni. Eleinte csupán az iskolai klubok keretein belül tevékenykedett, később ez a szenvedélye nagyobbra nőtte ki magát.
1965-ben végzett a Kócsii Műszaki Szakközépiskolában (高知工業高等学校, Hepburn: Kōchi Kōgyōkōtō Gakkō).

## Munkássága
1968-tól Kidzsima Takasi (写真家, Hepburn: Takashi Kijima) fotós alá dolgozott, aki már abban az évben tanítványává fogadta Nomacsit. Három év gyakornokoskodás után, 1971-ben szabadúszó fotográfusként került ki a munkaerőpiacra, de ekkor még csak reklámfotósként dolgozott. Fordulópontot jelentett életében és pályafutásában a következő év, ugyanis 1972-ben – alig huszonöt évesen – indult első nagyobb külföldi fotós útjára, hogy bejárja a Szahara sivatagot és a Nílus völgyének vidékét. Ez jelölte ugyanis fotóriporteri és dokumentumfotósi karrierjének kezdetét.
A Szaharában lenyűgözőnek találta a háborítatlan tájakat és fölkeltette figyelmét a nehéz körülmények között élő közösségek tradicionális kultúrája, életmódja és kifejezési stílusa. Itt lehetősége akadt arra, hogy megörökítse a tájakat, valamint az emberek természettel való szellemiségének kapcsolatát és kifejezésmódját. Egyedi fényhasználata és képi kompozíciói miatt portréi hamarosan kiemelkedtek a tömegből és nemzetközi sikert is meghozták számára.
Inspirációja a régiót ellátó folyó volt, így a vizet követve utazott végig a Nílus völgyén. Ugyan sokáig marasztalta az afrikai kontinens, de nem maradt egy helyben. A 70-es évek végén a Sínai-félszigeten fotózott; innen indulva később bejárta Arábiát is, majd érdeklődése a keleti régiókba vonzotta. Így jutott végül Tibetbe és Indiába. Indiában a bevált képletet alkalmazva a Gangesz mentén haladt és a vizet követve egyre mélyebbre jutott a társadalomban is. A folyó mentén fölkereste azokat a helyeket, melyeket a hindu vallás bölcsőjének lehet nevezni.
Szaúd-Arábiai útja központjában is a vallás állt, míg 1995 és 2000 között az iszlámmal foglalkozott. Mekkát és Medinát is bejárta, mindkettőnek külön kiadványokat is szentelt a későbbiekben. Előtte egyetlen más fotográfus sem rögzítette ilyen mélyrehatóan többmillió muszlim zarándoklatát a szent városba.
A 2010-es évek közepén Latin-Amerikára kezd fókuszálni. A Peruban, Bolíviában és az Andok más részein eltöltött idő alatt azt vizsgálja, hogy a bennszülött népeknek hogyan alakult kapcsolata a vallással, kiváltképp a katolicizmussal.

## Művei

### Sajtóban
A kultúrába való betekintése miatt az egyik legaktívabb Afrika fotoriporterként tartják számon Japánban. A szigetországon kívül is fölhívta magára a figyelmet munkáival. Mindig is törekedett arra, hogy nemzetközi szinten megmutathassa képeit az általa megfigyelt, de a legtöbb ember számára ismeretlen közösségekről és életükről. Fotói és írásai olyan neves lapok oldalain is megjelentek, mint a Stern, a GEO, a National Geographic, vagy éppen a LIFE Magazin.

### Jelentősebb könyvei
| Kiadás éve | Eredeti cím                                            | Cím magyarul                                             | Kiadó                            | Egyéb kiadások, megjegyzés |
| ---------- | ------------------------------------------------------ | -------------------------------------------------------- | -------------------------------- | --- |
| 1978       | サハラ, Sahara                                         | Szahara                                                  | 平凡社, Heibonsha                | Olaszországban is megjelent |
| 1979       | シナイ, Shinai                                         | Sínai                                                    | 平凡社, Heibonsha                | Az Egyesült Államokban, az Egyesült Királyságban, Franciaországban, Németországban, Olaszországban és Ausztráliában is megjelent |
| 1983       | バハル！, Baharu!                                      | Bahr!                                                    | 集英社, Shueisha                 | |
| 1983       | サハラ悠遠, Sahara Yuen                                | Végtelen Szahara                                         | 岩波書店, Iwanami Shoten         | |
| 1987       | モロッコ, Morokko                                      | Marokkó                                                  | 岩波書店, Iwanami Shoten         | キヤノンクラブ, Canon Club |
| 1989       | ナイル, Nairu                                          | Nílus                                                    | 世界文化社, Sekai Bunka          | 6 másik országban is megjelent                                                                                                   |
| 1989       | 長征夢現, Nagayuki Yugen                               | A hosszú menetelés                                       | 世界文化社, Sekai Bunka          | |
| 1992       | 地球へ！RIFT VALLEY ODYSSEY, Chikyū e!                 | Földre! Hasadékvölgy Odüsszea                            | 講談社, Kodansha                 | |
| 1994       | チベット─天の大地, Chibetto – Ten no Daichi            | Tibet – A földi Mennyország                              | 集英社, Shueisha                 | 3 másik országban is megjelent                                                                                                   |
| 1996       | サハラ20年, Sahara 20-nen                              | 20 év Szahara                                            | 講談社, Kodansha                 | 4 másik országban is megjelent                                                                                                   |
| 1997       | メッカ巡礼, Mekka junrei                               | Mekkai zarándokút                                        | 集英社, Shueisha                 | 5 másik országban is megjelent                                                                                                   |
| 1997       | Al-Madīnah Al-Munawarah                                | Medina                                                   | Szaúd- Arábia, THARAA INT        | |
| 1998       | 神よ、エチオピアよ, Kamiyo, Echiopiayo                 | Isten, Etiópia                                           | 集英社, Shueisha                 | 3 másik kiadásban is megjelent                                                                                                   |
| 1998       | Makkah al-Mukarramah                                   | Mekka                                                    | Szaúd- Arábia, THARAA INT        | |
| 2004       | 祈りの回廊, Inori no kairō                             | Ima árkádok                                              | 小学館文庫, Shogakukan Bunko     | |
| 2005       | エチオピア黙示録, Echiopia Mokushiroku                 | Etiópiai apokalipszis                                    | 岩波書店, Iwanami Shoten         | |
| 2005       | 異次元の大地へ, I jigen no daichi e                    | A föld más dimenziójába                                  | 高知新聞社, Kochi Shimbeun       | |
| 2005       | 地球巡礼, Chikyuujunrei                                | Földi zarándokút                                         | 新潮社, Shinochosa               | 8 másik nyelven is megjelent |
| 2008       | 聖地巡礼, Seichi junrei                                | Zarándoklat a Szentföldre                                | クレヴィス, Crevis               | |
| 2009       | ペルシア, Perushia                                     | Perzsia                                                  | 平凡社, Heibonsha                | |
| 2010       | サハラ、砂漠の画廊, Sahara, Sabaku no Garou            | Szahara, a sivatagi képtár                               | 新潮社, Shinochosa               | |
| 2011       | ガンジス, Ganjishu                                     | Gangesz                                                  | 新潮社, Shinochosa               | |
| 2013       | Le Vie Del Sacro                                       | Szentek útja                                             | Olaszország, National Geographic | |
| 2015       | 極限高地, Kyokugen kōchi                               | Élet Tibet, az Andok és Etiópia szélsőséges hegyvidékein | National Geographic Nikkei       | |
| 2015       | 地平線の彼方から, Chiheisen no kanata kara             | Túl a láthatáron                                         | クレヴィス, Crevis               | |
| 2018       | ETHIOPIA 伝説の聖櫃, ETHIOPIA densetsu no hijiri hitsu | ETIÓPIA: A legendás bárka                                | クレヴィス, Crevis               | |
| 2022       | シベリア収容所1992, Shiberia shūyōsho 1992             | Szibériai tábor 1992                                     | クレヴィス, Crevis               | |

### Főbb közreműködései
| Kiadás éve | Eredeti cím                           | Cím magyarul           | Kiadó                    | Egyéb kiadások, megjegyzés |
| ---------- | ------------------------------------- | ---------------------- | ------------------------ | --- |
| 1986       | The Most Beautiful Place in the World | A világ legszebb helye | New York, Friendly Press | A legszebb hely 10 profi fotós szerint. Társszerzők: Galen Rowell, Ernst Haas, David Doubilet, Georg Gerster, Harry Gruyaert, Farrell Grehan, Burt Glinn, Kubota Hirodzsi és Jay Maisel |
| 2000       | ヴァチカン, Vachikan                  | Vatikán                | 世界文化社, Sekai Bunka  | Az ezredforduló köszöntése a Vatikánban |
| 2008       | ゆるす言葉, Yurusu kotoba             | Megbocsátó szavak      | East Press               | A Dalai Lámával közös kiadása |

### Magyarul megjelent könyvei
- Fotográfiai zarándokúton. 30 év emlékezetes riportjai; ford. Zöldi Gergely; Geographia, Bp., 2005

## Díjak és kitüntetések

### Díjak
| Év   | Díjazó intézmény                       | Díj megnevezése                         | Díjazott mű, díj indoklása                                   |
| ---- | -------------------------------------- | --------------------------------------- | ------------------------------------------------------------ |
| 1979 | Japán Fotóművészeti Szövetség          | Feltörekvő-díj                          | Nílus c. könyvéért                                           |
| 1982 | Nemzeti Sajtófotósok Szövetsége (NPPA) | Éves díj / Ezüst díj                    | A LIFE magazinba írt Nílus cikkéért                          |
| 1984 |                                        | III. Domon Ken Díj                      | A Bahar! és a Végtelen Szahara c. műveiért                   |
| 1990 | Japán Kulturális Minisztérium          | Feltörekvő-díj                          | A hosszú menetelés és a Nílus c. könyveiért                  |
| 1990 | Japán Fotóművészeti Szövetség          | Éves Díj                                | Kulturális és művészeti munkásságáért                        |
| 1993 | Kodansha Kiadó                         | Kulturális Díj                          | Földre! Hasadékvölgy Odüsszea című könyvéért                 |
| 1997 | Japán Fotóművészeti Szövetség          | Éves díj                                | Kulturális és művészeti munkásságáért                        |
| 1997 | Japán Fotóművészeti Szövetség          | Higasikava-díj / Hazai alkotó kategória | A 20 év Szahara című kötetéért                               |
| 2002 | Daido Élet Alapítvány                  | Regionális Kutatási Díj / Különdíj      | Fotóriporteri munkásságáért                                  |
| 2006 | IIdai Művészeti Múzeum                 | Fudzsimotó Sihacsi Fotókulturális-díj   | Földi zarándokút c. munkájáért                               |
| 2014 | Japán Fotóművészeti Szövetség          | Nemzetközi díj                          | Országos és nemzetközi szinten elért kimagasló eredményeiért |

### Érdemrendek
- 2009 Japán Becsület Érdemérem – Lila Szalag[1]

## Nagyobb kiállításai
| Év        | Kiállítás eredeti címe                                     | Kiállítás címe magyarul        | Kiállítás helye                                         | Megjegyzés                                                                       |
| --------- | ---------------------------------------------------------- | ------------------------------ | ------------------------------------------------------- | -------------------------------------------------------------------------------- |
| 1978      | サハラ, Sahara                                             | Szahara                        | Ginza, Nikon Szalon                                     |                                                                                  |
| 1983      | バハル！, Baharu!                                          | Bahr!                          | Sindzsuku, Nagy Galéria                                 | Vegyesen más fotóművészek munkájával                                             |
| 1989      | 長征夢現, Nagayuki Yugen                                   | A hosszú menetelés             | Sindzsuku, Konica-Minolta Fotógaléria                   | Vegyesen más fotóművészek munkájával                                             |
| 1992      | 地球へ！Rift Valley Odyssey, Chikyū e! Rift Valley Odyssey | Földre! Hasadékvölgy Odüsszea  | Ginza, Fuji Fotógaléria                                 | Vegyesen más fotóművészek munkájával                                             |
| 1994      | チベット─天の大地, Chibetto – Ten no Daichi                | Tibet – A földi Mennyország    | Ginza, Wako                                             | Vegyesen más fotóművészek munkájával                                             |
| 1996      | サハラ, Sahara                                             | Szahara                        | Sibuja, Szeibu Áruház                                   | Vegyesen más fotóművészek munkájával                                             |
| 1998      | 神よ、エチオピアよ, Kamiyo, Echiopiayo                     | Isten, Etiópia                 | Ginza, Fuji Fotógaléria                                 | Vegyesen más fotóművészek munkájával                                             |
| 1998      | サハラ・チベット, Sahara – Chibetto                        | Szahara – Tibet                | Kócsi prefektúra, Kócsii Művészeti Múzeum               |                                                                                  |
| 1999      | ヴァチカン, Vachikan                                       | Vatikán                        | Pentax Fórum                                            |                                                                                  |
| 2003      | 祈りの大地, Inori no Daichi                                | Imaföld                        | Hiracuka Művészeti Múzeum                               | Később Tokióban, a Fővárosi Fotóművészeti Múzeumban volt látható ez a kiállítása |
| 2005      | エチオピア黙示録, Echiopia Mokushiroku                     | Etiópiai apokalipszis          | Sindzsuku, Konica-Minolta Fotógaléria                   |                                                                                  |
| 2005      | 地球巡礼, Chikyuujunrei                                    | Földi zarándokút               | Tokió, Canon S Galéria                                  |                                                                                  |
| 2006      | イスラーム巡礼, Isuraamu junrei                            | Iszlám zarándokút              | Tokió, Kicsijodzsi Művészeti Múzeum                     |                                                                                  |
| 2006      | アンデス, Andesu                                           | Andok                          | Tokió, Epson Képgaléria – EPSITE                        |                                                                                  |
| 2008-2009 | 聖地巡礼, Seichi junrei                                    | Zarándoklat a Szentföldre      | Kócsi prefektúra, Kócsii Művészeti Múzeum               | Később Tokióban, a Fővárosi Fotóművészeti Múzeumban volt látható ez a kiállítása |
| 2010      | A Photographer’s Pilgrimage                                | Fotográfiai zarándokúton       | Perpignan, Visa pour l'Image sajtófesztivál és díjátadó | Vegyesen más fotóművészek munkájával                                             |
| 2010      | サハラ、砂漠の画廊, Sahara, Sabaku no Garou                | Szahara, a sivatagi képtár     | Sindzsuku, Konica-Minolta Fotógaléria                   |                                                                                  |
| 2011      | Ganges                                                     | Gangesz                        | Ginza, Canon Galéria                                    | Vegyesen más fotóművészek munkájával                                             |
| 2012      | Under Ethiopian Skies                                      | Etióp egek alatt               | Ginza, Canon Galéria                                    | Vegyesen más fotóművészek munkájával                                             |
| 2013      | バハル再訪, Baharu saiho                                   | Visszatérve Bahrba             | Tokió, Canon S Galéria                                  |                                                                                  |
| 2013      | ヒマラヤ仏教圏, Himaraya bukkyō-ken                        | A Himalája buddhista közössége | Ginza, Canon Galéria                                    |                                                                                  |
| 2013      | Le Vie Del Sacro                                           | A szentek útja                 | Róma, Római Kortárs Művészeti Múzeum – MACRO            | Első önálló nyugati kiállítás                                                    |
| 2015      | 地平線の彼方から, Chiheisen no kanata kara                 | Túl a láthatáron               | Akaszaka, Fujifilm Tér                                  |                                                                                  |

## Fordítás
- Ez a szócikk részben vagy egészben a 野町和嘉 című japán Wikipédia-szócikk ezen változatának fordításán alapul.  Az eredeti cikk szerkesztőit annak laptörténete sorolja fel. Ez a jelzés csupán a megfogalmazás eredetét és a szerzői jogokat jelzi, nem szolgál a cikkben szereplő információk forrásmegjelöléseként.